# Michaël Golan
Pour les articles homonymes, voir Boukobza et Golan.
Michaël Boukobza, dit Bazooka devenu Michaël Golan depuis son alya en 2007 (en hébreu : מיכאל גולן), né le 22 juin 1978,, est un dirigeant d'entreprise français naturalisé israélien.

## Biographie
Michaël Boukobza est titulaire d'une maîtrise de sciences de gestion de l'université Paris-Dauphine (1999) et diplômé de l'ESCP Europe. Il commence sa carrière dans les départements fusions-acquisitions de Rothschild & Cie à Paris et de Morgan Stanley à Londres. Il travaille ensuite pour iBazar dans le cadre d'opérations de levées de fonds et de fusions-acquisitions. Il rejoint en janvier 2000 le groupe Iliad dont la principale filiale est l'opérateur de télécommunications et FAI Free. Il devient directeur général d'Iliad, poste qu'il quitte au cours de l'été 2007 pour se consacrer à des projets personnels.
En 2007, il émigre en Israël, change son nom en Golan et acquiert la nationalité israélienne. Il commence par travailler pour Hot, une entreprise de télécommunications appartenant à Patrick Drahi,.
En 2010, Michaël Golan est chargé de mission, au journal Le Monde, pour trois mois, journal racheté à l'époque (novembre 2010) par le trio Niel (Free Iliad), Matthieu Pigasse et Pierre Bergé.
En 2011 il décroche la cinquième licence mobile israélienne pour le compte de la société Golan Telecom. La société ouvre son service en mai 2012 et déclenche une guerre des prix d'une intensité sans précédent en Israël.
En 2015, Golan Telecom détient plus de 10 % du marché israélien du mobile avec environ 850 000 abonnés.
En 2017, sous la pression du gouvernement israélien, les actionnaires de Golan Telecom cèdent la société au groupe israélien Electra dans le cadre d'une transaction de plus de 350 millions de shekels.